# Classe Fateh
La classe Fateh (en persan : فاتح, conquérant) est une classe de sous-marins semi-lourds de conception iranienne. 

## Développement
En 2011, les médias iraniens ont rapporté que les sous-marins de classe Fateh peuvent opérer à plus de 200 mètres sous la surface de la mer pendant près de cinq semaines. En septembre 2013, la marine iranienne annonce que le premier sous-marin de cette classe serait lancé d'ici la fin de l'année iranienne en cours (en mars 2014). Selon les images satellite, le premier sous-marin de la classe a été lancé en 2013 et un second était alors en construction à la base navale de Bandar Anzali sur la mer Caspienne.
En 2019, l'Agence de presse de la République islamique rapporte qu'un sous-marin de classe  Fateh a rejoint la flotte iranienne après les derniers tests, lors d'une cérémonie en présence du président iranien Hassan Rohani. Elle indiqué que le Fateh est « équipé d'un sonar, d'une propulsion électrique, d'une gestion combinée des combats, d'un guidage de missiles sol-sol, d'un guidage des torpilles, d'une guerre électronique et de télécommunications, de systèmes de télécommunication sécurisés et intégrés et de dizaines de systèmes de pointe. Le sous-marin Fateh a une vitesse de 11 nœuds (20 km/h) et est capable de voyager submergé à 14 nœuds (26 km/h). Le sous-marin est armé de quatre torpilles de 533 mm. Il peut transporter huit mines marines et deux torpilles de réserve. »
Press TV, média de communication officielle du gouvernement iranien, rapporte que les sous-marins de classe Fateh disposent d'une technologie à 100% d'origine iranienne. Le premier sous-marin semi-lourd d'Iran est capable de transporter et de tirer des missiles de croisière qui pourraient être lancés à partir d'une position submergée.
En 2020, lors de l'exercice annuel "Zolfaghar 99", est réalisée la première démonstration opérationnelle du navire de classe Fateh,.